# Archie Knox
Archibald „Archie“ Knox (* 1. Mai 1947 in Tealing) ist ein schottischer Fußballtrainer und ehemaliger Spieler.

## Vereinskarriere
Knox spielte in Schottland für Forfar Athletic, den FC St. Mirren, Dundee United und kurzzeitig für den FC Montrose. Mit Dundee United erreichte er 1974 das schottische Pokalfinale, das sein Team aber gegen Celtic Glasgow verlor.

## Trainerkarriere
Knox’ Trainerkarriere begann, als er 1976 zum zweiten Mal bei Forfar Athletic tätig war. Vier Jahre lang war er in der Doppelrolle als Spielertrainer tätig. 1980 wurde er Assistent von Alex Ferguson beim FC Aberdeen; in den drei Jahren bei den Dons gewann das Team zweimal den schottischen Pokal sowie 1983 den Europapokal der Pokalsieger und in zwei Spielen gegen den Hamburger SV den Supercup. 1983 übernahm er für zweieinhalb Jahre das Traineramt beim FC Dundee. Nach einer kurzen Rückkehr nach Aberdeen folgte er 1986 Alex Ferguson zu Manchester United, wo er bis April 1991 blieb. Er kehrte zurück nach Schottland, wo er Cotrainer von Walter Smith bei den Rangers wurde. Dieses Trainerteam konnte in den folgenden sieben Jahren sechs Titel einfahren. Beide gingen im Juli 1998 zum FC Everton, wo sie bis März 2000 gemeinsam tätig waren.
Anschließend arbeitete Knox drei Jahre lang als Cotrainer von Craig Brown bei der schottischen Nationalmannschaft. Kurze Engagements als Assistent beim FC Millwall, bei Coventry City und beim FC Livingston folgten. Im Mai 2006 arbeitete er wieder als Assistent bei der Nationalmannschaft; im Juli ernannte ihn der schottische Verband als Nachfolger von Rainer Bonhof zum Trainer der U-21-Nationalmannschaft. Im August 2007 wurde er Trainingskoordinator bei den Bolton Wanderers und übernahm übergangsweise die erste Mannschaft, nachdem Trainer Sammy Lee im Oktober den Verein verlassen hatte. Zu diesem Zeitpunkt stand das Team auf dem vorletzten Tabellenplatz der Premier League, hatte aber die Gruppenphase des UEFA-Pokals erreicht, wo es unter anderem auf den FC Bayern München traf. Knox wurde nach zwei Spielen durch Gary Megson abgelöst. Im Juli 2008 holte ihn Manager Paul Ince als Assistent und Übungsleiter des Erstligateams zu den Blackburn Rovers.